# O Cantor do Sertão
O Cantor do Sertão é o sexto álbum ao vivo e o quinto DVD da dupla sertaneja Victor & Leo, lançado em 17 de agosto de 2018, pela Som Livre. É o último álbum lançado pela dupla antes da sua pausa de 5 anos, gravado em Uberlândia, em 18 de outubro de 2017, com as participações especiais de Rionegro & Solimões, Chitãozinho & Xororó, Leonardo e Almir Sater.

## Antecedentes
Em 2017, Victor havia se envolvido em polêmicas, acusado de agredir sua então esposa, a empresária Poliana Chaves, na época grávida, levando ao fim da dupla, em 2018, após o lançamento desse álbum. Ainda em 2017, a dupla lançava o nono e último álbum de estúdio Na Luz do Som. Victor & Leo eram jurados do reality show The Voice Kids, da Rede Globo, sendo que, após a repercussão do caso, foram afastados e substituídos pela dupla Simone & Simaria.

## Sobre o álbum

### Gravação e lançamento
“Este trabalho é o que, até aqui, em todo o nosso acervo, melhor exprime a raiz de nossa musicalidade”, afirma Victor.
Leo ainda complementa: “Cada nota expressada é um mergulho na nossa essência. ‘O Cantor do Sertão’ vem nutrir as águas nascentes do rio que forma o gênero sertanejo”.
O álbum, gravado no Center Convention de Uberlândia, em outubro de 2017, resgata as raízes sertanejas, saindo da linha "pop rock" que era a identificação da dupla mineira. Inicialmente, em 22 de junho de 2018, foi lançado o primeiro e único single do álbum, Solidão a Dois, com participação de Chitãozinho & Xororó, na linha da polca paraguaia, ritmo em que a dupla paranaense havia trabalhado em seus clássicos. Em 17 de agosto de 2018, o álbum foi lançado, com 16 faixas.

### Músicas e participações
O álbum conta com faixas inéditas, como a faixa-título e Solidão a Dois (com Chitãozinho & Xororó), regravações de sucessos antigos da dupla como Sem Você, Rios de Amor e Deus e Eu no Sertão, regravações de outros clássicos sertanejos como Boiadeiro Errante e Vide Vida Marvada. A faixa Vagalumes, que conta com a participação de Almir Sater, composição de Victor Chaves, foi gravada originalmente por Paula Fernandes. Também se encontram canções que estavam "engavetadas", já foram escritas no passado, como Fazenda Paraíso, em referência ao nome da fazenda de Leo Chaves, localizada em Uberlândia, cidade onde foi gravado o álbum, também Minha Pequena, com participação do cantor Leonardo. Rionegro & Solimões participam também em uma das românticas do álbum, Nós Dois na Madrugada.

## Lista de faixas
Todas as canções foram compostas por Victor Chaves, exceto onde indicado
| N.º            | Título                                            | Compositor(es)                  | Duração |  |
| 1.             | "O Cantor do Sertão"                              |                                 | 3:59    |  |
| 2.             | "Rios de Amor"                                    |                                 | 2:21    |  |
| 3.             | "Nós Dois na Madrugada" (com Rionegro & Solimões) |                                 | 3:16    |  |
| 4.             | "Fazenda Paraíso"                                 |                                 | 3:45    |  |
| 5.             | "A Felicidade e Seu Espelho"                      |                                 | 3:01    |  |
| 6.             | "Sem Você"                                        | Victor Chaves / Paula Fernandes | 2:46    |  |
| 7.             | "Solidão a Dois" (com Chitãozinho & Xororó)       |                                 | 3:02    |  |
| 8.             | "O Bailar das Estrelas"                           | Victor Chaves / Leo Chaves      | 2:44    |  |
| 9.             | "Boiadeiro Errante"                               | Teddy Vieira                    | 3:59    |  |
| 10.            | "Sonhos e Ilusões em Mim"                         |                                 | 3:27    |  |
| 11.            | "Vagalumes" (com Almir Sater)                     |                                 | 3:40    |  |
| 12.            | "Adeus, Morena"                                   |                                 | 3:46    |  |
| 13.            | "Tudo Bem"                                        |                                 | 2:54    |  |
| 14.            | "Deus e Eu no Sertão"                             |                                 | 3:58    |  |
| 15.            | "Minha Pequena" (com Leonardo)                    |                                 | 3:47    |  |
| 16.            | "Vide Vida Marvada"                               | Rolando Boldrin                 | 5:27    |  |
| Duração total: | Duração total:                                    | Duração total:                  | 55:59   |  |